# Namsskogan
Baisskogan là một đô thị ở hạt Nord, Na Uy. Namsskogan tọa lạc ở phần thượng lưu khu vực thung lũng Namdalen. Trung tâm hành chính của đô thị này là làng Namsskogan. Namsskogan đã được tách khỏi Đô thị Grong vào ngày 1 tháng 7 năm 1923.
Huy hiệu hiện nay được sử dụng từ ngày 21 tháng 12 năm 1984.